# Fort Sainte-Croix
En 1678, le père Louis Hennepin explore l'immense territoire de la Nouvelle-France, notamment la région des Grands Lacs et la partie septentrionale du fleuve Mississippi et de la Louisiane française. Il nomme cette rivière Sainte-Croix en raison de l'emplacement d'un lieu d'enterrement amérindien.
La carte de 1688 de Jean-Baptiste-Louis Franquelin, démontre un fort appelé le « Fort Sainte-Croix », sur le haut de la rivière,. Le fort fut construit par Daniel Greysolon, sieur du Lhut en 1683.